# 수용권
수용권(収用權, eminent domain)은 국가나 자치단체 또는 공공단체가 공공의 이익을 위해 개인이 소유한 재산의 소유권과 기타 권리를 법률이 정한 일련의 절차에 따라 소유자의 동의 없이 강제적으로 취득 또는 사용할 수 있는 권한을 말한다.

## 토지 수용

### 대한민국의 토지 수용
대한민국 헌법 제23조는 공공필요에 의한 재산권의 수용사용 또는 제한 및 그에 대한 보상은 법률로써 하되, 정당한 보상을 지급하도록 하고 있다.
대한민국에는 공공사업을 용지 취득을 위하여 '토지수용법'이 시행되었으며, '공공용지의취득및손실보상에관한특례법'과 합쳐져
2003년 1월 1일부터 '공익사업을위한토지등의취득및보상에관한법률'로 통합, 시행되고 있다.

#### 일반적인 보상 절차
1. 사업인정 (사업인정 전에 토지조서 및 물건조서, 감정평가, 손실보상협의 등을 할 수 있으나 많이 일어나지 않음)
2. 토지조서 및 물건조서 작성
3. 보상계획 공고 및 열람
4. 감정평가
5. 손실보상협의
6. 수용재결
7. 이의재결
8. 행정소송

#### 골프장 조성을 위한 토지수용 사건
골프장 조성을 위한 토지수용 사건은 국토의 계획 및 이용에 관한 법률 제2조 제6호 등 위헌소원 등에 대한 중요 헌법 판례이다.

#### 관련조문
도시계획시설사업의 시행을 위해 수용권이 행사될 수 있는 대상의 범위를 확정하는 역할을 수행한다.
중대한 기본권 제한이 발생하는 영역에서는 설령 위임의 필요성이 인정된다 하더라도 이는 매우 제한적으로 인정되어야 하고, 위임시에도 구체적인 위임의 범위를 법률에 분명하게 규정해 두어야 한다. 체육시설을 기반시설의 한 종류로 규정하고 그 구체적인 내용을 대통령령에 위임하고 있을 뿐, 어떠한 구체적인 위임의 범위를 부가하고 있지 않다. '체육시설'이라는 개념 중에는 공공성이 상대적으로 미흡한 것들도 포함되어 있다고 할 것이다. 기반시설의 하나로 규정되어 있는 체육시설의 종류와 범위를 대통령령에 위임하기 위해서는, 체육시설 중 위와 같은 공공필요성이 인정되는 범위로 이 사건 정의조항을 한정해 두어야 한다.
체육시설의 성격과 공익성을 고려하지 않은 채 구체적으로 범위를 한정하지 않고 포괄적으로 대통령령에 입법을 위임하고 있으므로, 이는 헌법상 위임입법의 한계를 일탈한 것으로서 포괄위임금지원칙에 위배된다.
수용조항은 공공필요성을 갖춘 사업을 위하여 수용권이 행사되도록 규정한 것이므로, 헌법 제23조 제3항에 위반된다고 할 수 없다. 민간기업도 일정한 조건하에서는 헌법상 공용수용권을 행사할 수 있고, 위 수용조항을 통하여 사업시행자는 사업을 원활하게 진행할 수 있다.

## 전시 수용
전시수용권은 전쟁이나 전쟁에 준하는 상황에서 민간인들의 재산의 소유권과 기타 권리를 정부나 군이 강제적으로 취득 또는 사용할 수 있는 권한을 말한다.

### 대한민국의 전시 수용
대한민국의 통합방위법이나 민방위기본법 등에 따르면, 전시 또는 준전시 상황이 발생 시 정부나 군은 개인이 소유한 토지·건물·공작물·시설·장비 등을 응급한 목적으로 일시 사용할 수 있다.

## 참고 문헌
- 헌법재판소 판례 2008헌바16
- 헌법재판소 주요판례-골프장 건립을 위한 토지 수용 사건
- 김유향, 김유향 헌법중요판례250[사법시험 및 변호사시험], 윌비스,  2015.
- 『토지수용 SOS-공익사업 보상실무』(도서출판 사람과 사람들 펴냄)
- 토지수용 절차 법률사무소 해승

## 같이 보기
- 징수
- 간접손실
- 감정평가사
- 대한민국 헌법 제23조